# Och en månad går fortare nu än ett hjärtslag
Och en månad går fortare nu än ett hjärtslag är en loggbok av Bodil Malmsten, den fjärde i ordningen av hennes loggböcker. Den släpptes på Modernista 2012, och grundar sig på blogginlägg från hennes blogg, samt annat material. Början av boken behandlar hennes vistelse i Finistère, Frankrike, och rör sig därifrån vidare och slutar i Sverige.

## Mottagande
Josefin Holmström på SvD kallade boken "självklar och bisarr" och "en fin bok", som med dess utseende får den att se ut som "ett litet konstverk". Även Aase Berg på Dagens Nyheter var positiv: 
| ”               | Bodil Malmsten gör tvärtom och ställer skisskonsten i precisionens tjänst. Bloggandet övergår omärkligt i avancerad essäistik och sårbart blottande av allmänmänsklig svaghet när hon slipar mediets vassaste redskap: det försåtligt opretentiösa. | „ |
| – Aase Berg, DN | |   |

Karin Widegård på Göteborgsposten var inte odelat positiv. Enligt henne var vissa delar mer eller mindre ointressanta, men i allmänhet var "Bodil Malmstens motståndslitteratur […] bedrägligt lättläst". Björn Kohlström var på sin blogg än mindre positiv: "Det här blir en raskt avhandlad bok som inte sätter några djupare spår hos läsaren."